# Casa de Monpezat
La Casa de Monpezat es una familia de la alta burguesía francesa que fue elevada al rango de nobleza en 1665 por Luis XIV de Francia y más tarde al de casa real a través del matrimonio de su jefe, Enrique de Laborde de Monpezat y la reina Margarita II de Dinamarca en 1967.
A partir del 14 de enero de 2024 es la casa reinante de Dinamarca. 
Actualmente los 9 primeros puestos en la línea sucesoria al trono danés son ocupados por miembros de esta dinastía.